# Stenarella insidiator
Stenarella insidiator là một loài tò vò trong họ Ichneumonidae.